# UBE2E2
UBE2E2 (англ. Ubiquitin conjugating enzyme E2 E2) – білок, який кодується однойменним геном, розташованим у людей на короткому плечі 3-ї хромосоми.  Довжина поліпептидного ланцюга білка становить 201 амінокислот, а молекулярна маса — 22 255.
| 10         |  | 20         |  | 30         |  | 40         |  | 50         |
| ---------- |  | ---------- |  | ---------- |  | ---------- |  | ---------- |
| MSTEAQRVDD |  | SPSTSGGSSD |  | GDQRESVQQE |  | PEREQVQPKK |  | KEGKISSKTA |
| AKLSTSAKRI |  | QKELAEITLD |  | PPPNCSAGPK |  | GDNIYEWRST |  | ILGPPGSVYE |
| GGVFFLDITF |  | SPDYPFKPPK |  | VTFRTRIYHC |  | NINSQGVICL |  | DILKDNWSPA |
| LTISKVLLSI |  | CSLLTDCNPA |  | DPLVGSIATQ |  | YMTNRAEHDR |  | MARQWTKRYA |
| T          |  |            |  |            |  |            |  |            |

A: Аланін

C: Цистеїн

D: Аспарагінова кислота

E: Глутамінова кислота

F: Фенілаланін

G: Гліцин

H: Гістидин

I: Ізолейцин

K: Лізин

L: Лейцин

M: Метіонін

N: Аспарагін

P: Пролін

Q: Глутамін

R: Аргінін

S: Серин

T: Треонін

V: Валін

W: Триптофан

Кодований геном білок за функціями належить до трансфераз, фосфопротеїнів. 
Задіяний у таких біологічних процесах як убіквітинування білків, ацетиляція. 
Білок має сайт для зв'язування з АТФ, нуклеотидами. 